# Eurhynchium altaicum
Eurhynchium altaicum är en bladmossart som beskrevs av Mikhail Stanislavovich Ignatov 1998. Eurhynchium altaicum ingår i släktet sprötmossor, och familjen Brachytheciaceae. Inga underarter finns listade i Catalogue of Life.